# 22 Batalion Piechoty
22 Batalion Piechoty (22 bp) – oddział piechoty Polskich Sił Zbrojnych.

## Formowanie i zmiany organizacyjne
W związku z I fazą rozbudowy Polskich Sił Zbrojnych zaistniała potrzeba uporządkowania numeracji jednostek. Z uwagi na powyższe, na mocy rozkazu dowódcy 2 Korpusu Polskiego, 6 sierpnia 1944 dotychczasowy 24 batalion piechoty został przemianowany na 22 batalion piechoty. Stacjonował w dalszym ciągu w miejscowości San Basilio i wchodził w skład 7 Brygady Strzelców, a potem 17 Brygady Piechoty. Realizował szkolenie podstawowe otrzymywanych uzupełnień za pośrednictwem Obozu Przejściowego Jeńców Wojennych „Jolanda” na terenie Bazy 2 KP. W dalszym ciągu uzupełniał żołnierzami nowo wcielonymi jednostki korpusu, a w szczególności 5 Kresową Dywizję Piechoty. Po zakończeniu działań wojennych nadal prowadził szkolenie i uzupełnienie jednostek korpusu oraz pełnił zadania okupacyjne. W okresie od sierpnia do grudnia 1946 roku został przetransportowany do Wielkiej Brytanii i poddany sukcesywnej demobilizacji dla odchodzących do cywila prowadził kursy językowe i zawodowe. Definitywnie rozwiązany w kwietniu 1947 roku.

## Żołnierze batalionu
Dowódcy batalionu
- mjr Franciszek Osmakiewicz[2]

Zastępca dowódcy batalionu
- kpt. Władysław Nagórski[3]
- mjr Stanisław Kwasnowski (15 VIII 1944 – VI 1945)[2]